# Min Young-hwan
Đây là một tên người Triều Tiên, họ là Min.Min Young-hwan (Hangul: 민영환, Hanja: 閔泳煥, ngày 7 tháng 8 năm 1861 - ngày 30 tháng 11 năm 1905) là một đại thần của nhà Triều Tiên và Đế quốc Đại Hàn. Ông được sinh ra ở Seoul và là một thành viên của dòng họ Min hùng mạnh, và đã tự tử vào năm 1905 như là một hành động để phản đối Hiệp ước Eulsa được ký kết giữa Đế quốc Nhật Bản và Đế quốc Đại Hàn. Ông là một cháu trai của hoàng hậu Minh Thành. Ông được nhớ đến ngày hôm nay vì những nỗ lực cho nền độc lập của Triều Tiên trong thời kỳ suy tàn của nhà Triều Tiên và một bức tượng của ông hiện đang đứng gần cổng Cung điện Changdeok của Seoul.

## Tiểu sử
Cha của Min, Min Gyeomho (민겸호, 閔謙鎬) là một bộ trưởng Bộ Tài chính (Hojo). Min Young-hwan đã vượt qua kỳ thi Gwageo vào năm 1878 và sau đó được đưa vào phục vụ chính phủ với tư cách là một thủ thư cơ sở trong Thư viện Hoàng gia (Gyujanggak). Min tiếp tục vươn lên qua hàng ngũ của Joseon, giữ chức vụ tiếp theo một vị trí trong Văn phòng Cố vấn đặc biệt (Hongmungwan 弘 Mitch) và gia sư cho Thái tử. Vào tháng 7 năm 1882, Seoul đã bị chấn động bởi Cuộc nổi loạn của Lính được kích hoạt bởi những người bảo vệ cung điện hoàng gia bất mãn, người đã không nhận được tiền lương trong nhiều tháng. Do đó, cha của Min đã bị giết. Do đó, Min đã từ chức và tiếp tục chịu tang. Năm 1884, Min trở lại dịch vụ công cộng và được bổ nhiệm làm quan chức của Hội đồng nhân sự (Ijo 吏) và liên tiếp giữ các chức vụ khác nhau của chính phủ, như Vice -mayor of Seoul (Hanseong Uyun 右 尹). Năm 1895, Min được bổ nhiệm làm đại sứ đầu tiên tại Hoa Kỳ. Tuy nhiên, vụ giết chết người dì của ông, Hoàng hậu Nottseong, vào tháng 10 1895, ngăn cản ông lên bài. Vào tháng 4 năm 1896, Min được bổ nhiệm làm đại sứ đặc biệt và được gửi đến Nga để tham dự lễ đăng quang của Sa hoàng Nicholas II. Sau hành trình sáu tháng, Min trở về Hàn Quốc vào cuối tháng 10 cùng năm. Vào tháng 1 năm 1897, Min một lần nữa được gửi đến Châu Âu với tư cách là đặc phái viên Hàn Quốc tại Diamond Jubilee của Nữ hoàng Victoria. Những hành trình này phục vụ để thuyết phục thêm Min về sự cần thiết của hiện đại hóa. Khi trở về Hàn Quốc, Min là một người ủng hộ tích cực của Hiệp hội Độc lập, và được phỏng vấn bởi tờ báo Độc lập (Dongnip Sinmun 新聞).
```
==Tham khảo==
```